# Шорина, Нина Ивановна (ботаник)
Нина Ивановна Шорина (16 апреля 1933 г., Харьков — 26 января 2020 г., Москва) — советский и российский геоботаник, птеридолог, доктор биологических наук, профессор, профессор кафедры ботаники МГПУ, специалист по популяционной биологии луковичных, клубнелуковичных растений и папоротников.

## Биография
Родилась в Харькове. Отец, Иван Диомидович Шорин, горный инженер, работал в министерстве угольной промышленности, был направлен на Украину. Мать, Олимпиада Ивановна Литвинова, окончила высшее музыкальное училище (Харьковская консерватория) по классу фортепиано. В 1938 году семья переехала в Москву. В 1941—1943 годах жили в дачном поселке и окрестностях Переделкино.
Начала учиться в школе в возрасте 10 лет, поступив в третий класс. В 1944 году семья переехала в Сокольники. В 1946—1951 годах летом выезжала в Дагестан, где её тетей Галиной Диомидовной Шориной, увлеченной идеями Н. И. Вавилова, был организован Хасавюртовский сортоучасток.
В 1951 г. поступила на биолого-почвенный факультет МГУ им. М. В. Ломоносова, специализировалась по кафедре геоботаники. После окончания МГУ с 1956 года работала инженером-геоботаником в институте «Гипроторфразведка», в Западно-Сибирской торфоразведочной экспедиции для выявления и оценки торфяных залежей. В 1956 году обследовала бассейн р. Юган, а в 1957 — правобережную часть бассейна р. Оби от Ханты-Мансийска до Нижневартовска. После перенесенного плеврита в 1958 году стала лаборантом в Фондовой оранжерее Главного ботанического сада АН СССР.
В 1961 году поступила в аспирантуру на кафедру ботаники МГПИ им. В. И. Ленина. Научным руководителем был проф. Алексей Александрович Уранов. В 1966 году защитила кандидатскую диссертацию «Жизненный цикл, возрастные спектры популяций безвременника великолепного и его роль в растительном покрове».
С 1964 года работала в проблемной биологической лаборатории при кафедрах ботаники и зоологии МГПИ, в 1971 году стала преподавателем кафедры ботаники МГПИ, где прошла путь от ассистента до профессора.
В 1978—1990 годах побывала в экспедициях в Киргизии, на Дальнем Востоке, в Туве, на Карпатах, на Камчатке.
В 1994 г. в МГУ им. М. В. Ломоносова защитила докторскую диссертацию на тему «Экологическая морфология и популяционная биология представителей подкласса Polypodiidae».
В 1995 году участвовала в работе Международного симпозиума «Птеридология и её перспективы» в Великобритании, побывала в Королевских садах Кью. В 2003 году по приглашению Хиросимского университета побывала в Японии.

## Научная деятельность
В 60-х годах занималась изучением луковичных, клубневых и клубнелуковичных растений. Сообщества растений были исследованы на примерах энтомокомплексов (совместно с зоологами) и микоризы Colchicum speciosum. Большая часть исследований проводилась на Кавказе. У видов Crocus были обнаружены трифациальные листья, описанные как адаптация анцестрального склерофита к влажному климату высокогорий. Онтогенетическо-популяционный подход был впервые применен для анализа клубнелуковичного растения в кандидатской диссертации, доказавшей, что форма клубнелуковиц меняется в онтогенезе растения; также был проведен клональный анализ ценопопуляций, был исследован онтогенез растений на уровне особи и клонов, оценена плотность и описаны онтогенетические спектры Colchicum в разных условиях, даны рекомендации по заготовкам в качестве лекарственного сырья.
С конца 70-х годов активно изучаются папоротники. Региональный охват исследований был широчайшим: Киргизия в окрестностях озера Сары-Чилек, Салаирский кряж, Тува, Дальний Восток и в Приморский край, Кандалакшский заповедник, Сахалин и остров Кунашир, Карпаты, Камчатка, где были изучены папоротники умеренных широт Евразии: Matteucia strutiopteris, Athyrium filix-femina, Gymnocarpium dryopteris, Phegopteris connectilis, Thelypteris palustris, Pteridium aquilinum, Onoclea sensibilis, Osmundastrum asiaticum, виды родов Dryopteris, Polypodium. В докторской диссертации было показано, что методы исследования экологической морфологии и популяционной биологии приложимы к изучению как бесполого поколения папоротников (спорофитам), так и полового (гаметофитам). Были заложены новые направления популяционной биологии растений, связанные с исследованием пространственной (территориальной) структуры ценопопуляции, сформулировна концепция двойственности популяционной жизни папоротников (разная популяционная стратегия споро- и гаметофитов и разная степень их обособленности в пространстве и времени. Впервые понятие «гемипопуляция» было применено в ботанике и показано отличие гемипопуляций растений с чередованием самостоятельно живущих поколений и животных с непрямыми циклами развития. Были исследованы популяционные параметры спорофитов 11 видов папоротников, выявлена сложная и динамичная возрастная и половая структура поселения гаметофитов.
Н.И. Шорина была научным руководителем 4 докторских и 13 кандидатских диссертаций.

### Основные работы
- О формах безвременника великолепного в Западном Закавказье // Бюлл. ГБС. 1961. Вып. 43. С. 63-75.
- Структура листьев некоторых шафранов в связи с эволюцией рода Crocus // Бюлл. МОИП. Отд. Биол. 1975. № 4. С. 117—125.
- Возрастные спектры ценопопуляций некоторых эфемероидов в связи с особенностями их онтогенеза // Ценопопуляции растений (основные понятия и структура). М.: Наука, 1976. С. 166—200. (соавт. Смирнова О. В.)
- The population biology of ephemeroides // Handbook of vegetation science. Part. III. The population structure of vegetation. Dordrecht, 1985. С. 225—240.
- Двойственность популяционной экологии равноспоровых папоротников // Экология популяций. М.: Наука, 1991. С. 180—198.
- Морфология почек и корневищ папоротников // Растения в природе и культуре. Труды Бот. сада ДВОН. Владивосток: Дальнаука, 2000. С. 124—138.
- Популяционная биология гаметофитов равноспоровых Polypodiophyta // Экология. 2001. № 3. С. 182—187.
- Derzhavina N.M., Shorina N.I., Kondo K. A comparison of structural adaptation in three fern // J. of Phytogeography a nd Taxonomy. 2004. V. 52. P. 1-16.
- Экология растений: пособие для учащихся 6 кл. общеобразоват. шк. М., 2005. (соавт. Былова А. М.)
- Атлас лекарственных растений России. М., 2006. (коллектив авторов)
- Ботаника с основами фитоценологии. Анатомия и морфология растений: учебник для ВУЗов. М.: Академкнига, 2006. 543 с. (коллектив авторов)
- Биоморфология растений и её влияние на развитие экологии. М.: МПГУ, 2009. 86 с. (соавт. Шафранова Л. М., Гатцук Л. Е.)
- Derzhavina N.M., Shorina N.I. On Mode of rhytmologicol evolution of Ferns // Indian Fern. J. 2011. № 28. P. 7-24.
- О концепции симметрии в ботанике // Вестник Тверского гос. ун-та. Серия «Биология и экология». 2013. Вып. 32. № 31. С. 180—192. (соавт. Курченко Е. И.)[4][5].